# Barco (Guimarães)
Barco é uma freguesia portuguesa do município de Guimarães, com 3,02 km² de área e 1 439 habitantes (censo de 2021). A sua densidade populacional é 476,5 hab./km².

## Demografia
A população registada nos censos foi:
| Ano  | 0-14 Anos | 15-24 Anos | 25-64 Anos | > 65 Anos |
| 2001 | 333       | 282        | 708        | 107       |
| 2011 | 280       | 232        | 812        | 186       |
| 2021 | 205       | 178        | 789        | 267       |